# Jomsburgo

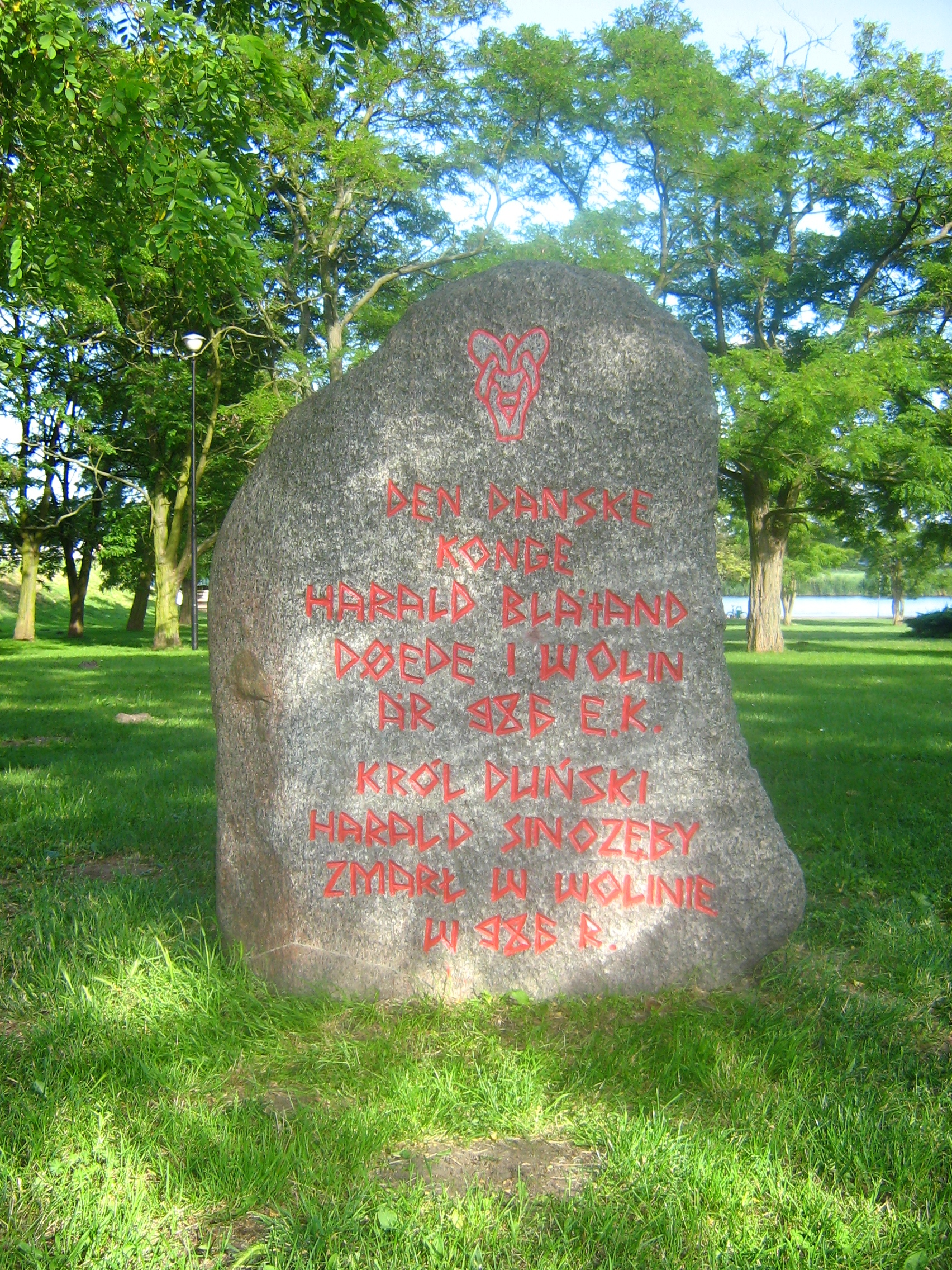
Pedra memorial na cidade polaca de Wolin assinalando a morte do rei viquingue Haroldo I da Dinamarca

Jomsburgo (em latim: Jomsburgum; em sueco: Jomsborg) ou Jonsburgo (em latim: Jonsburgum) é uma fortaleza lendária dos viquingues na costa sul do Mar Báltico, provavelmente localizada na ilha de Wolin, na foz do rio Oder. Por volta do século X-XI, teria lá estado sediada uma irmandade de víquingues independentes, excecionalmente corajosos, conhecida como Viquingues de Jomsburgo. No seu porto haveria lugar para 300 navios.  Esta fortificação está mencionada na Saga do Viquingue de Jomsburgo (c. século XIII), assim como noutras fontes.